# Bund der Bockenheimer Fußball-Vereine
Der Bund der Bockenheimer Fußball-Vereine war ein lokaler Fußballverband im Frankfurter Stadtteil Bockenheim.
Das genaue Gründungsdatum ist nicht bekannt, der Verband existierte nur kurz. An der Meisterschaft 1905 beteiligten sich die vier Vereine Bockenheimer FVgg 1901, Bockenheimer FC Germania 1901, Bockenheimer FC Amicitia 1901 und Bockenheimer FC Helvetia 1902. Gespielt wurde in zwei Klassen. Die ersten Mannschaften nahmen in der 1. Klasse und deren Reserven in der 2. Klasse teil.
Da die vom Verband Süddeutscher Fußball-Vereine organisierten Punktspiele im Westmaingau im Herbst 1905 stattfanden, werden die Meisterschaftsspiele wohl davor zur Austragung gekommen sein. Irgendwann nach Abschluss der Punktrunde muss sich der Bund der Bockenheimer Fußball-Vereine wieder aufgelöst haben.

## Meister des Bunds der Bockenheimer Fußball-Vereine
- Saison 1905:
  - 1. Klasse: Bockenheimer Fvgg. 1901
  - 2. Klasse: FV Amicitia Bockenheim II